# Lucky Them
Pour plus de détails, voir Fiche technique et Distribution.
Lucky Them est un film américain réalisé par Megan Griffiths, sorti en 2013.

## Synopsis
Ellie Klug est une journaliste musicale plus intéressée par la fête et par le flirt avec de jeunes rockers que par son travail. Lassé de ses frasques, son rédacteur en chef lui donne une dernière chance de prouver sa valeur. Ellie doit retrouver l'ancienne star du rock Matthew Smith, qui a disparu sans laisser de trace et se trouve aussi être son ex-petit ami. Ellie prend la route en compagnie de Charlie, un excentrique réalisateur de documentaires.  

## Fiche technique
- Réalisation : Megan Griffiths
- Scénario : Huck Botko et Emily Wachtel
- Photographie : Ben Kutchins
- Montage : Meg Reticker
- Musique : Craig Wedren
- Sociétés de production : Mymy Productions et Tangerine Entertainment
- Pays de production :  États-Unis
- Langue originale : anglais
- Genre : comédie dramatique
- Durée : 97 minutes
- Dates de sortie : 
  - Festival international du film de Toronto 2013 : 6 septembre 2013
  - États-Unis : 30 mai 2014 (sortie limitée)

## Distribution
- Toni Collette : Ellie Klug
- Thomas Haden Church : Charlie
- Ryan Eggold : Lucas Stone
- Oliver Platt : Giles
- Ahna O'Reilly : Charlotte
- Joanne Woodward : Doris
- Amy Seimetz : Sara
- Lynn Shelton : Lisa
- Nina Arianda : Dana
- Johnny Depp : Matthew Smith

## Accueil
Le film a été projeté dans plusieurs festivals en Amérique du Nord avant de sortir de façon limitée dans 9 salles de cinéma.
Il obtient 79 % de critiques positives, avec une note moyenne de 6,8/10 et sur la base de 28 critiques collectées, sur le site Rotten Tomatoes. Sur Metacritic, il obtient un score de 66/100 sur la base de 16 critiques collectées.